# 1. Fußball-Club Magdeburg 2008-2009
Questa voce raccoglie le informazioni riguardanti il 1. Fußball-Club Magdeburg nelle competizioni ufficiali della stagione 2008-2009.

## Stagione
Nella stagione 2008-2009 il Magdeburgo, allenato da Paul Linz e Steffen Baumgart, concluse il campionato di Regionalliga nord al 4º posto.

## Rosa
| N. |                     | Ruolo | Calciatore        |
| -- | ------------------- | ----- | ----------------- |
| 1  | Germania (bandiera) | P     | Matthias Tischer  |
| 2  | Germania (bandiera) | D     | Silvio Bankert    |
| 3  | Germania (bandiera) | D     | Christian Prest   |
| 4  | Svezia (bandiera)   | D     | Mats Wejsfelt     |
| 7  | Germania (bandiera) | D     | Daniel Rosin      |
| 8  | Romania (bandiera)  | C     | Catalin Racanel   |
| 9  | Germania (bandiera) | A     | Christian Reimann |
| 10 | Serbia (bandiera)   | A     | Radovan Vujanović |
| 11 | Germania (bandiera) | A     | Deniz Sığa        |
| 12 | Germania (bandiera) | P     | Christian Beer    |
| 14 | Germania (bandiera) | C     | Pascal Matthias   |

| N. |                     | Ruolo | Calciatore        |
| -- | ------------------- | ----- | ----------------- |
| 15 | Germania (bandiera) | D     | René Gewelke      |
| 16 | Germania (bandiera) | C     | Maximilian Watzka |
| 17 | Germania (bandiera) | D     | Marcel Probst     |
| 18 | Germania (bandiera) | C     | Marcel Brendel    |
| 19 | Germania (bandiera) | D     | Stephan Neumann   |
| 20 | Germania (bandiera) | C     | Daniel Bauer      |
| 22 | Albania (bandiera)  | C     | Mehmet Dragusha   |
| 23 | Germania (bandiera) | C     | Maik Georgi       |
| 24 | Germania (bandiera) | C     | Martin Zander     |
| 25 | Tunisia (bandiera)  | A     | Najeh Braham      |
| 30 | Germania (bandiera) | P     | Martin Geisthardt |

## Organigramma societario
Area tecnica
- Allenatore: Steffen Baumgart
- Allenatore in seconda: Carsten Müller, Frank Windelband
- Preparatore dei portieri:
- Preparatori atletici:
- Analisi video:

## Calciomercato

### Sessione estiva
| Acquisti | Acquisti          | Acquisti          | Acquisti |
| R.       | Nome              | da                | Modalità |
| -------- | ----------------- | ----------------- | -------- |
| C        | Maximilian Watzka | Kickers Offenbach |          |
| D        | Silvio Bankert    | Energie Cottbus   |          |
| C        | Marcel Brendel    | Schalke 04 II     |          |
| C        | Mehmet Dragusha   | Elversberg        |          |
| P        | Martin Geisthardt | Osnabrück         |          |
| D        | René Gewelke      | Magdeburgo U19    |          |
| C        | Catalin Racanel   | Sachsen Lipsia    |          |
| D        | Daniel Rosin      | Wacker Burghausen |          |
| A        | Deniz Sığa        | Oldenburg U19     |          |
| A        | Radovan Vujanović | Kickers Emden     |          |

| Cessioni | Cessioni               | Cessioni               | Cessioni |
| R.       | Nome                   | a                      | Modalità |
| -------- | ---------------------- | ---------------------- | -------- |
| D        | Tobias Friebertshäuser | Reutlingen             |          |
| C        | Frank Gerster          | Chemnitz               |          |
| A        | Ivica Jarakovic        | OH Lovanio             |          |
| A        | Christopher Kullmann   | Borussia Dortmund II   |          |
| C        | Björn Lindemann        | Paderborn              |          |
| D        | Christian Loth         | Magdeburgo II          |          |
| C        | Kais Manai             | Türkiyemspor Berlino   |          |
| C        | Florian Müller         | Alemannia Aquisgrana   |          |
| P        | Marian Unger           | Babelsberg             |          |
| A        | Matthias von der Weth  | Borussia M'gladbach II |          |

### Sessione invernale
| Acquisti | Acquisti     | Acquisti       | Acquisti |
| R.       | Nome         | da             | Modalità |
| -------- | ------------ | -------------- | -------- |
| C        | Maik Georgi  | Erzgebirge Aue |          |
| C        | Daniel Bauer | RoPS           |          |

| Cessioni | Cessioni      | Cessioni      | Cessioni |
| R.       | Nome          | a             | Modalità |
| -------- | ------------- | ------------- | -------- |
| D        | Pit Grundmann | Magdeburgo II |          |
| D        | Marcel Probst | Magdeburgo II |          |

## Risultati

### Regionalliga

#### Girone di andata
| Arbitro: | Stein |

|  |           |                        |
|  | Marcatori | 39’ Braham 55’ Racanel |

| Arbitro: | Christ |

|  |           |            |
|  | Marcatori | 55’ Lartey |

| Arbitro: | Weiner |

|                     |           |  |
| Frahn 78’ Lange 84’ | Marcatori |  |

| Arbitro: | Kempter |

|            |           |                |
| Braham 21’ | Marcatori | 42’, 44’ David |

| Arbitro: | Wenkel |

|  |           |            |
|  | Marcatori | 15’ Braham |

| Arbitro: | Trautmann |

|                    |           |  |
| Vujanović 19’, 25’ | Marcatori |  |

| Arbitro: | Wiatrek |

|            |           |                       |
| Adlung 48’ | Marcatori | 31’ Braham 34’ Watzka |

| Magdeburgo 18 ottobre 2008, ore 14:00 CEST 8ª giornata | Magdeburgo | 0 – 0 referto | Plauen | Stadion Magdeburg (7 769 spett.)\| Arbitro: \| Drees \| |
| Arbitro:                                               | Drees      |               |        |                                                         |

| Arbitro: | Sippel |

|  |           |              |
|  | Marcatori | 30’ Wejsfelt |

| Arbitro: | Grudzinski |

|                                   |           |  |
| Braham 13’ Racanel 38’ Watzka 49’ | Marcatori |  |

| Arbitro: | Nowak |

|                |           |                          |
| Pollok 5’, 29’ | Marcatori | 16’ Braham 46’ Vujanović |

| Arbitro: | Gräfe |

|                          |           |            |
| Vujanović 32’ Braham 67’ | Marcatori | 24’ Langen |

| Arbitro: | Rafati |

|                               |           |             |
| Vujanović 38’, 57’ Watzka 71’ | Marcatori | 9’ Bittroff |

| Amburgo 3 dicembre 2008, ore 14:00 CET 14ª giornata | Altona 93 | 0 – 0 referto | Magdeburgo | Stadion Hoheluft (635 spett.)\| Arbitro: \| Siebert \| |
| Arbitro:                                            | Siebert   |               |            |                                                        |

| Arbitro: | Frank |

|                        |           |  |
| Watzka 25’ Reimann 87’ | Marcatori |  |

| Arbitro: | Siewer |

|            |           |                            |
| Mouaya 88’ | Marcatori | 42’ Wejsfelt 56’ Vujanović |

| Arbitro: | Brych |

|                                                           |           |                   |
| Reimann 28’ Vujanović 51’ Dragusha 58’ Racanel 62’ (rig.) | Marcatori | 79’ (rig.) Boltze |

#### Girone di ritorno
| Arbitro: | Aytekin |

|                               |           |             |
| Watzka 33’ Racanel 72’ (rig.) | Marcatori | 61’ Balogun |

| Arbitro: | Brych |

|              |           |            |
| Guščinas 84’ | Marcatori | 72’ Braham |

| Arbitro: | Stark |

|             |           |           |
| Brendel 52’ | Marcatori | 84’ Frahn |

| Arbitro: | Schmidt |

|            |           |  |
| Müller 26’ | Marcatori |  |

| Arbitro: | Kunzmann |

|                          |           |             |
| Gewelke 8’ Vujanović 69’ | Marcatori | 35’ Pressel |

| Arbitro: | Dingert |

|           |           |  |
| Riedel 3’ | Marcatori |  |

| Arbitro: | Wingenbach |

|  |           |                                           |
|  | Marcatori | 11’ (rig.) Kreuels 31’ Schulze 79’ Riemer |

| Arbitro: | Dankert |

|                                    |           |                                    |
| Boden 2’ Schindler 45’ Paulick 88’ | Marcatori | 21’, 61’ Vujanović 26’, 34’ Braham |

| Magdeburgo 17 aprile 2009, ore 20:00 CEST 26ª giornata | Magdeburgo | 0 – 0 referto | Sachsen Lipsia | Stadion Magdeburg (10 552 spett.)\| Arbitro: \| Bandurski \| |
| Arbitro:                                               | Bandurski  |               |                |                                                              |

| Arbitro: | Seemann |

|             |           |  |
| Neumann 29’ | Marcatori |  |

| Arbitro: | Sippel |

|               |           |  |
| Vujanović 50’ | Marcatori |  |

| Arbitro: | Gorniak |

|                                         |           |                    |
| Jänicke 13’ Rahmig 18’ Lukimya 23’, 62’ | Marcatori | 44’, 51’ Vujanović |

| Arbitro: | Hofmann |

|  |           |                    |
|  | Marcatori | 63’, 75’ Vujanović |

| Arbitro: | Henschel |

|                                        |           |                   |
| Watzka 7’ Vujanović 10’, 39’ Rosin 74’ | Marcatori | 78’ (rig.) Tunjic |

| Arbitro: | Cortus |

|                            |           |  |
| Novacic 52’ Steinwarth 89’ | Marcatori |  |

| Arbitro: | Dietz |

|                                     |           |                                    |
| Dragusha 61’ Sığa 81’ Vujanović 84’ | Marcatori | 6’ Wemmer 46’ Yücel 56’ Kilicaslan |

| Arbitro: | Bärmann |

|               |           |               |
| Reinhardt 30’ | Marcatori | 85’ Vujanović |

## Statistiche

### Statistiche di squadra
| Competizione      | Punti | In casa | In casa | In casa | In casa | In casa | In casa | In trasferta | In trasferta | In trasferta | In trasferta | In trasferta | In trasferta | Totale | Totale | Totale | Totale | Totale | Totale | DR  |
| Competizione      | Punti | G       | V       | N       | P       | Gf      | Gs      | G            | V            | N            | P            | Gf           | Gs           | G      | V      | N      | P      | Gf     | Gs     | DR  |
| ----------------- | ----- | ------- | ------- | ------- | ------- | ------- | ------- | ------------ | ------------ | ------------ | ------------ | ------------ | ------------ | ------ | ------ | ------ | ------ | ------ | ------ | --- |
| Regionalliga nord | 59    | 17      | 10      | 4       | 3       | 30      | 16      | 17           | 7            | 4            | 6            | 20           | 20           | 34     | 17     | 8      | 9      | 50     | 36     | +14 |
| Totale            | 59    | 17      | 10      | 4       | 3       | 30      | 16      | 17           | 7            | 4            | 6            | 20           | 20           | 34     | 17     | 8      | 9      | 50     | 36     | +14 |

### Andamento in campionato
| Giornata  | 1 | 2 | 3  | 4  | 5 | 6 | 7 | 8 | 9 | 10 | 11 | 12 | 13 | 14 | 15 | 16 | 17 | 18 | 19 | 20 | 21 | 22 | 23 | 24 | 25 | 26 | 27 | 28 | 29 | 30 | 31 | 32 | 33 | 34 |
| --------- | - | - | -- | -- | - | - | - | - | - | -- | -- | -- | -- | -- | -- | -- | -- | -- | -- | -- | -- | -- | -- | -- | -- | -- | -- | -- | -- | -- | -- | -- | -- | -- |
| Luogo     | T | C | T  | C  | T | C | T | C | T | C  | T  | C  | C  | T  | C  | T  | C  | C  | T  | C  | T  | C  | T  | C  | T  | C  | T  | C  | T  | T  | C  | T  | C  | T  |
| Risultato | V | P | P  | P  | V | V | V | N | V | V  | N  | V  | V  | N  | V  | V  | V  | V  | N  | N  | P  | V  | P  | P  | V  | N  | P  | V  | P  | V  | V  | P  | N  | N  |
| Posizione | 2 | 6 | 13 | 16 | 9 | 8 | 5 | 5 | 5 | 4  | 4  | 4  | 3  | 4  | 4  | 2  | 2  | 2  | 2  | 3  | 3  | 3  | 4  | 4  | 4  | 4  | 4  | 4  | 4  | 4  | 4  | 4  | 4  | 4  |

Legenda:

Luogo: C = Casa; T = Trasferta. Risultato: V = Vittoria; N = Pareggio; P = Sconfitta.

### Statistiche dei giocatori
| S. Bankert    | 29 | 0  | 8  | 2 |
| D. Bauer      | 14 | 0  | 5  | 0 |
| C. Beer       | 32 | 0  | 0  | 0 |
| N. Braham     | 29 | 10 | 10 | 1 |
| M. Brendel    | 9  | 1  | 1  | 0 |
| M. Dragusha   | 28 | 2  | 4  | 0 |
| M. Geisthardt | 0  | 0  | 0  | 0 |
| M. Georgi     | 8  | 0  | 0  | 0 |
| R. Gewelke    | 25 | 1  | 6  | 0 |
| P. Grundmann  | 1  | 0  | 0  | 0 |
| P. Matthias   | 25 | 0  | 0  | 0 |
| S. Neumann    | 22 | 0  | 4  | 0 |
| C. Prest      | 20 | 0  | 5  | 0 |
| M. Probst     | 24 | 0  | 1  | 0 |
| C. Racanel    | 33 | 4  | 7  | 0 |
| C. Reimann    | 26 | 2  | 2  | 0 |
| D. Rosin      | 32 | 1  | 9  | 0 |
| D. Sığa       | 8  | 1  | 1  | 0 |
| M. Tischer    | 2  | 0  | 0  | 0 |
| R. Vujanović  | 34 | 20 | 4  | 0 |
| M. Watzka     | 32 | 6  | 7  | 0 |
| M. Wejsfelt   | 17 | 2  | 2  | 1 |
| M. Zander     | 17 | 0  | 2  | 0 |